# Gabriel Rasch

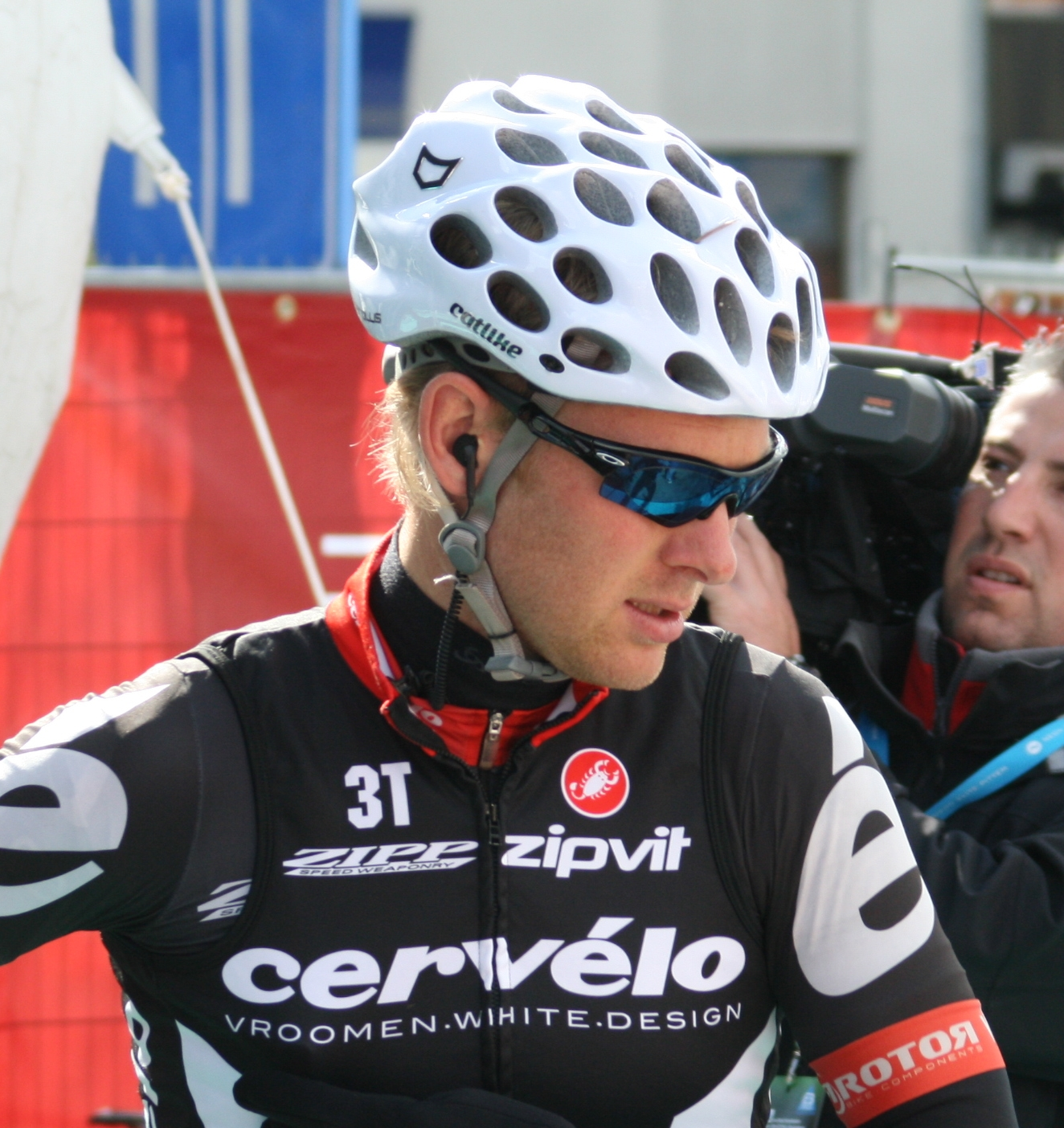
Gabriel Rasch beim E3-Prijs 2009

Ole Gabriel Rasch (* 8. April 1976 in Hønefoss) ist ein ehemaliger norwegischer Radrennfahrer.

## Sportliche Laufbahn
1994 wurde Gabriel Rasch norwegischer Jugendmeister im Mannschaftszeitfahren, 2001 gewann er diesen Titel auch in der Elite, gemeinsam mit Mads Kaggestad und Gisle Vikøyr. 2003 wurde er norwegischer Meister im Straßenrennen.
Er gewann in seiner ersten Saison dort den Grand Prix Möbel Alvisse in Luxemburg und den Ringerike Grand Prix in seinem Heimatland. Außerdem wurde er Sechster beim Grote Prijs Stad Zottegem und Zweiter beim Druivenkoers Overijse. Ein Jahr später gewann er die Rhône-Alpes Isère Tour und wurde Vierter bei Paris–Corrèze. 2005 gewann er das Rennen Roserittet. Daraufhin bekam er für 2008 einen Vertrag beim französischen ProTour-Team Crédit Agricole. Danach wechselte er zum Cervélo TestTeam. Später fuhr er bei Team Garmin-Cervélo, FDJ-Big Mat und Sky ProCycling. Nach dem Rennen Paris–Roubaix beendete er im Frühjahr 2014 seine Karriere.

## Erfolge
2003
- Norwegischer Meister – Straßenrennen

2006
- Grand Prix Möbel Alvisse
- Ringerike Grand Prix

2007
- eine Etappe und Gesamtwertung Rhône-Alpes Isère Tour

## Teams
- 2002 Team Krone
- 2003 Ringerike Sykkelklubb

...
- 2005 Sparebanken Vest
- 2006 Maxbo Bianchi
- 2007 Maxbo Bianchi
- 2008 Crédit Agricole
- 2009 Cervélo TestTeam
- 2010 Cervélo TestTeam
- 2011 Team Garmin-Cervélo
- 2012 FDJ-Big Mat
- 2013 Sky ProCycling
- 2014 Team Sky